# Terrifier 3
Terrifier 3 is een Amerikaanse bovennatuurlijke slasherfilm uit 2024, geschreven en geregisseerd door Damien Leone. De film is het vervolg op Terrifier 2 uit 2022 en de derde film in de Terrifier-filmreeks. De hoofdrollen worden vertolkt door David Howard Thornton, Lauren LaVera, Elliott Fullam en Samantha Scaffidi.

## Verhaal
Nadat hij door Sienna Shaw is onthoofd, onthoofdt de hoofdloze Art the Clown een agent die op het incident reageert, en begeeft zich naar het gesticht waar overlevende Victoria Heyes, nu bezeten door Little Pale Girl, net is bevallen van Arts eigen hoofd. Nadat ze zijn hoofd weer aan zijn lichaam hebben bevestigd, doden Art en Victoria een verpleegster en een bewaker voordat ze een verlaten huis binnengaan en in winterslaap gaan. 
Vijf jaar later wordt Sienna vrijgelaten uit een psychiatrische instelling om bij haar tante Jess en haar familie te gaan wonen. Sienna worstelt om weer contact te maken met haar jongere broer Jonathan, die nu op de universiteit zit en probeert verder te gaan met zijn leven. Art en Victoria worden uit hun slaap gewekt wanneer twee sloopwerkers hen in het huis tegenkomen. Het duo vermoordt de werkers en Art begint een moordpartij. Wanneer Art een imitator van de Kerstman vermoord, trekt hij het kerstmanpak aan om door te gaan met moorden.

## Rolverdeling
| Acteur                 | Personage                               |
| ---------------------- | --------------------------------------- |
| David Howard Thornton  | Art the Clown                           |
| Lauren LaVera          | Sienna Shaw                             |
| Samantha Scaffidi      | Victoria Heyes                          |
| Margaret Anne Florence | Jess Shaw                               |
| Bryce Johnson          | Greg Shaw                               |
| Antonella Rose         | Gabbie Shaw                             |
| Elliott Fullam         | Jonathan Shaw                           |
| Jason Patric           | Michael Shaw, Sienna en Jonathans vader |

## Productie
In mei 2023 werd aangekondigd dat de derde film in de reeks een groter budget zou hebben en dat David Howard Thornton en Lauren LaVera hun hoofdrollen zouden hernemen. De filmopnames van Terrifier 3 zouden naar verwachting in november of december 2023 beginnen.

### Filmopnames
De filmopnames gingen van start in februari 2024 en werden in april 2024 afgerond.

## Release en ontvangst
Terrifier 3 ging op 19 september 2024 in première op het Fantastic Fest. De film kreeg overwegend positieve kritieken van de filmcritici, met een score van 77% op Rotten Tomatoes, gebaseerd op 116 beoordelingen.
Terrifier 3 werd op 11 oktober 2024 in de bioscopen uitgebracht in de Verenigde Staten, gevolgd door een exclusief debuut op Cineverse's streamingdienst Screambox. De film stond oorspronkelijk gepland voor 25 oktober, maar werd in mei 2024 verplaatst naar de nieuwe datum.

### Kassaopbrengsten
Terrifier 3 ging op 11 oktober 2024 in de Amerikaanse bioscopen in première met de verwachting van een bruto-opbrengst in het openingsweekend van 10 à 13 miljoen Amerikaanse dollars in 2514 bioscopen. De film bracht uiteindelijk 18,3 miljoen dollar op in zijn openingsweekend en eindigde daarmee op de eerste plaats aan de kassa.